# Fogságom naplója
A Fogságom naplója Kazinczy Ferenc önéletrajzi jellegű műve, a Pályám emlékezetével együtt a 19. századi magyar emlékirat-irodalom kiemelkedő alkotása. Benne az író életének arról a hat és fél évéről ad élményszerű áttekintést, melyet a Martinovics-féle összeesküvésben való részvételének gyanúja miatt rabságban töltött.

## Keletkezése, kiadása
Kazinczy rabsága idején, ha tudott, feljegyzéseket készített. A Fogságom naplóját évtizedekkel szabadulása után, emlékei, megmaradt feljegyzései és később szerzett értesülései felhasználásával készítette. 1828-ban fejezte be, de a cenzúra miatt életében nem is gondolhatott kiadására. A kéziratot átadta Toldy Ferencnek, hogy tőle majd gyermekei kaphassák meg. Könyvéből először halála után 17 évvel, 1848-ban jelent meg az a részlet, mely a budai fogságot írja le. A mű teljes terjedelemben könyvalakban először csupán az író halálának centenáriumán, 1931-ben látott napvilágot. Megjelenését a Nyugat című folyóirat is lelkesen üdvözölte.

## Rövid áttekintés
Kazinczy 1794. december 14-ei elfogatásának leírásával kezdi az események elbeszélését. Megrémült anyjának azt ígéri, két héten belül hazatér. A két hétből több mint hat és fél év lett. Anyja regmeci házából Sátoraljaújhelyre vitték, onnan másnap Budára szállították és több lefogott sorstársával együtt a ferencesek kolostorába zárták.

### Buda
- 1794. december 19. – 1795. szeptember 26.

Amikor a számára kijelölt cellába lépett, „A lánc megcsördült lépésem alatt, s elborzadtam. De egy perc alatt elmúlt rettenésem; tudtam, hogy azt viselnem kell.” Kihallgatások sora következett, majd 1795. május 8-án a bírák elé állították és felolvasták halálos ítéletét. Fellebbezett, de egy héttel később az ún. Hétszemélyes Tábla helybenhagyta a korábbi ítéletet. Néhány nappal később Martinovicson, Hajnóczyn, Laczkovicson, Szentmarjayn és Zsigrayn végrehajtották a halálos ítéletet, az író tárgyilagos részletességgel beszámol a kivégzésekről. Június 1-jén társaival együtt Kazinczyt is elővezetik, az előjelek a lehető legrosszabbak: „Azt hittem, hogy én halok meg.” Végül megmenekül, bizonytalan időre várfogságra ítélik.
Június 11-én átszállítják abba az ún. gárdaházba, ahol korábban Martinovicsékat tartották fogva. Itt enyhült a bánásmód, látogatókat is fogadhattak. „Én papirost hozaték, és tintát, reggeli három óta késő estig szüntelen dolgoztam. Bár mindjárt akkor írtam volna meg szenvedésünk históriáját. Mint örvendek most [e sorok írásakor, 1828-ban], hogy csak rövid jegyzéseimet is bírom.”
Augusztus elején Szentjóbi Szabó Lászlót, Batsányi Jánost, Verseghy Ferencet több társukkal együtt útnak indították Kufstein felé, két hét múltán újabb foglyokat indítottak Grazba, Kazinczyra azonban csak egy hónappal később került sor. Szeptember 26-án üveges hintóban indultak útnak Brünn (ma:Brno) felé. Útközben Pozsonyban megnézték a várat és az országos vásárt.

### Brünn

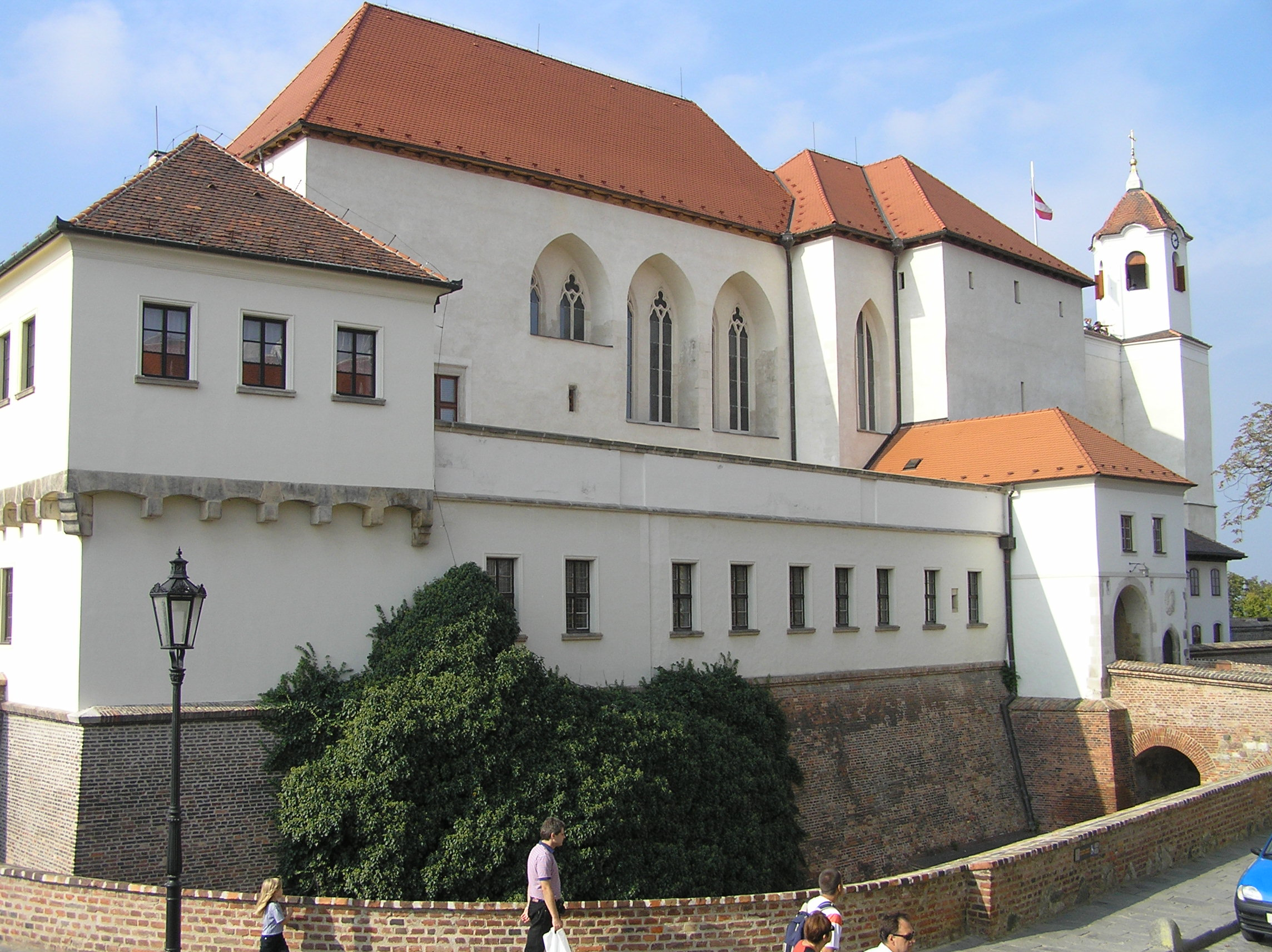
Brno: Spilberk vára (2008)

- 1795. október 7. – 1799. június 22.

1795. október 7-én érkeztek meg Brünnbe, ahol Kazinczy a spielbergi vár penészes, szellőzetlen, föld alatti börtönébe került. Naponta egyszer kaptak enni, akkor is keveset. „De elzárt ember nem eszik sokat, s én nem mondhatnám, hogy ez a sanyargatás nagyon bántott volna. Az igazi szenvedés a léleké.” A nélkülözések miatt az író megbetegedett, november végére már felkelni sem tudott szalmazsákjáról. Mégis három hét telt el, amíg végre egy emeleti tömlöcbe helyezték át, ahol saját költségére élelmet és könyveket hozathatott. 1796 januárjában átszállították a Brünn melletti obroviczi „fenyítőházba”, vagyis közönséges börtönbe. A foglyok itt közös sétákon néha találkozhattak, kopogtatással üzengettek egymásnak, de később a kopogtatástól eltiltották őket. „…minden mesterség, amellyel magányunk inségeinek örömet adánk, az én találmányom volt; én segítettem ki társaimat a bajból, mikor elakadtak.” 1799. június 22-én az itteni kilenc magyar foglyot útnak indították Kufstein felé, ahova július 6-án éjfélkor érkeztek meg.

### Kufstein
- 1799. július 6. – 1800. június 30.

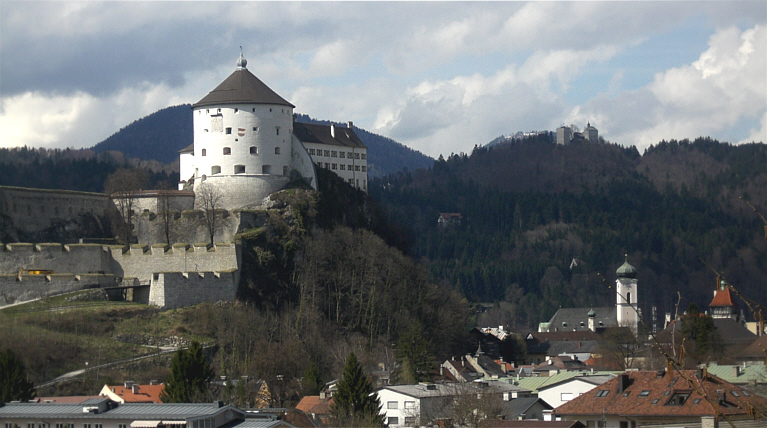
Kufstein vára (2006)

„A várba négyszázötvenkét grádics [lépcsőfok] viszen, ha jól jegyzé meg Sulyovszky, s a status foglyai [államfoglyok] ott egy toronyban tartatnak, mely tizenhárom rekeszeket foglal magában.” Pontos leírást kapunk a várbörtönről, a cellákról és a foglyok elhelyezéséről. A magyar foglyok mellett egy francia generálist, Napóleon rokonát is itt tartják fogva. A rabság egyhangú napjait a titokban továbbított hírek segítik oldani. Egy napon Kazinczy váratlanul levelet kap anyjától: „Egyszerre rogytam térdre, s ég felé emelém a papírost, mint a misemondó az ostyát.” A francia hadak közeledtének hírére 1800. június 30-án ismét útnak indítják őket, hogy Pozsonyon és Pesten át Munkácsra vitessenek. Indulás előtt az író még megnézte azt a cellát, „hol Wesselényi 1790-ig szenvede. Ablakából vad és nem szép alakú hegyoldalra vala kinézés.”

### Útközben
- 1800. június 30. – augusztus 25.

Az első napot hajón tették meg az Inn-folyón, útjukról az író néhány lelkesült, szép mondatban számol be: „Nem képzelhetni, mely gyönyörűségek vártak itt reánk. Hajónk nyílsebességgel repüle le az Inn szélén álló, egyes fenyvek mellett; amott a szenvedés foka, s a gyönyörű hegyek, felettünk sáfrányszínben a régen nem látott ég.” Másnap szekéren folytatták az utat Salzburg és Linz felé, útközben többször francia emigránsokkal találkoztak; július 20-án Prágába értek. Csak itt tudták meg és alig akarták elhinni, hogy Magyarországon át szállítják őket. Kremsben hajóra szálltak és július 26-án Pozsony alatt kötöttek ki. „Kilépvén a hajóból, térdre estem, megcsókolám ujjom hegyét, s a magyar földre nyomám a csókot. Ölellek áldott föld! te bírd hamvaimat egykor. Hála Istenimnek, hogy német földön nem haltam el, mint Szentjóbi Kufsteinban 1795. októb. és Aszalay Grécben 1796.” Július 30-án a Margitszigeten voltak. „Augusztus 10. Délre beérénk Tokajba. A város összefutott látásunkra; tömve vala a ház. Szállásunk a városházánál.” Itt találkozott egyik húgával és Bogdányban négy nappal később anyjával is.

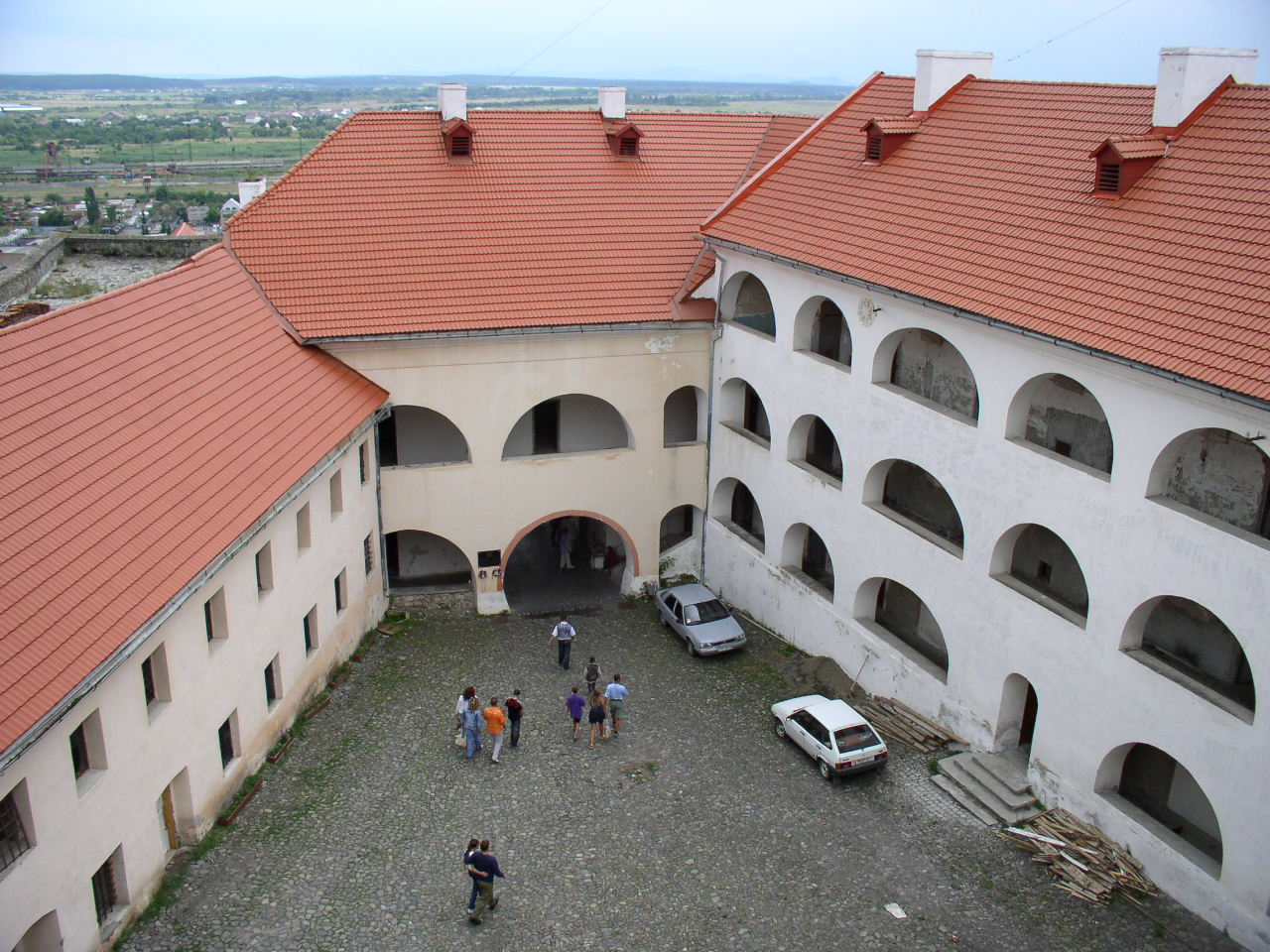
A munkácsi vár belső udvara (2006)

### Munkács
- 1800. augusztus 25. – 1801. június 28.

Augusztus 25-én éjjel érkeztek a munkácsi várba, itt külön épületben helyezték el őket: a középső vár nyugati tömbjében, amely árkádos folyosójú, háromszintes épület, ahol a folyosóról nyíltak a zárkák. „Az új helyre általvitt fogoly egy ideig meg nem szólal, mint az új kalitkába zárt madár. Irtóztató dolog emberek társaságából kikapattatni s elevenen eltemettetni.” Munkácshoz közel lakó anyjával Kazinczy titokban leveleket váltott, akitől pénzt is kapott ennivalóra, amikor kellett. A szomszéd cellákkal a kemencék kürtőjén át sikerült kapcsolatot teremtenie, és négy rabtársának rendszeresen adott át ételt, olykor bort is. Néha kiszökött cellájából, de egy alkalommal rajtakapták. Ekkorra azonban már megérkezett a hír, hogy a császár június 18-án jóváhagyta a szabadon bocsátását kérő beadványt. 2387 napos fogsága 1801. június 28-án véget ért.

## Előadásmódja, stílusa
A hat és fél éves fogság egész történetét aligha lehet egy könyvbe sűríteni, Kazinczy ezt meg sem kísérli. A rabság első évéről, budai fogvatartásuk legfontosabb eseményeiről viszonylag részletesen, dátumokkal gondosan ellátva számol be. A későbbi időszakot jóval nagyobb kihagyásokkal, több évet is átugorva írja le, inkább néhány csomópontot, jellegzetes személyt vagy epizódot emel ki az emlékek sorából.
Emlékeit nyugodt, tárgyilagos hangon és rendkívül szemléletesen ábrázolja. Az események drámaiságát nem jelzők sokaságával, hanem az események, a helyszínek, a személyek tömör, lényegre törő leírásával, rövid – gyakran német nyelvű – párbeszédek segítségével érzékelteti. Martinovics és társai kivégzését is lakonikus egyszerűséggel, a tényekhez csak kevés személyes reflexiót fűzve adja elő, a leírást csupán két rövid, dísztelen mondattal toldja meg: „Másnap reggel a vérhelyen rózsa virított. Valaki rózsákat ása le ott csuprokban.” Az elbeszélő a későbbi helyszíneknél néha lírai hangra vált, máskor meg kedvtelve ragad ki az eseményekből és részletezőn ír körül egy-egy személyt vagy epizódot. Ismét máskor az események leírása nem több egy tőmondatos naplóbejegyzésnél. A rabság helyszíneinek leírását néhol az író vázlatos rajzai egészítik ki.
A Fogságom naplója különösen sok személyt, szereplőt vonultat fel. Felvillannak Kazinczy sorstársainak, a Martinovics-féle összeesküvés elítéltjeinek portréi. A történelmi személyiségek mellett az író érzékletesen rajzolja meg a bírák, a börtönőrök és más hétköznapi személyek alakját, akikkel a rabok börtönéletük vagy utaztatásaik során kapcsolatba kerülnek. Amennyire a történet sodrása engedi, utalások, rövid mondatok formájában beszűrődik a foglyok életébe a kor, a „külső” világ hangulata is: a budai napokban a megfélemlítés légköre, a kufsteini börtöntorony ablakából megfigyelt csapatmozgások és a napóleoni háborúk beszűrődő csatazaja, vagy Munkácsra szállításuk alkalmával a diadalmenet-szerű fogadtatás.
A szerző saját alakját, esendőségét és emberi helytállását különböző élethelyzetekben mutatja be. Író marad a börtönévek alatt is: ha lehet, azonnal könyveket, papírost és tollat kér; ha meg nem lehet, akkor felvizezett rozsdát használ tinta helyett vagy gombostűvel kilyuggatott csokoládés papírra írja verseit, feljegyzéseit.
Kazinczy közeljárt hetvenedik évéhez, amikor a Fogságom naplóját összeállította, befejezte. Nem elemzi az eseményeket, nem is ítélkezik, hiszen szabadulása és a mű végleges megírása között több mint negyedszázad telt el. Az eltelt idő lehetővé tette számára, hogy higgadtan, sőt helyenként szinte derűsen, de feljegyzései alapján mégis hitelesen ábrázolja börtönéveinek élményeit. Ez a távolságtartás jelentősen hozzájárul ahhoz, hogy naplója – nem elsősorban mint történelmi forrás, hanem főként mint szépirodalmi alkotás – századok múltán is érdeklődéssel és élvezettel olvasható.